# Aleksandr Tíkhonov
Aleksandr Ivànovitx Tíkhonov -en rus, Александр Иванович Тихонов - (Úiskoie, 2 de gener de 1947) va ser esportista soviètic que va competir en biatló. Va ser president de la Federació Russa de Biatló entre els anys 1996 i 2008, i vicepresident de la Unió Internacional de Biatló (IBU) entre 2002 i 2009.
Va participar en quatre Jocs Olímpics d'Hivern, entre els anys 1968 i 1980, obtenint en total cinc medalles: or i plata en Grenoble 1968, or en Sapporo 1972, or en Innsbruck 1976 i or en Lake Placid 1980. Va guanyar 17 medalles en el Campionat Mundial de Biatló entre els anys 1967 i 1979.

## Palmarès internacional
| Juegos Olímpicos  | Juegos Olímpicos                                     | Juegos Olímpicos | Juegos Olímpicos |
| Any               | Lloc                                                 | Medalla          | Prova            |
| ----------------- | ---------------------------------------------------- | ---------------- | ---------------- |
| 1968              | Grenoble ( França)                                   | 1                | Relleu           |
| 1968              | Grenoble ( França)                                   | 2                | Individual       |
| 1972              | Sapporo ( Japó)                                      | 1                | Relleu           |
| 1976              | Innsbruck ( Àustria)                                 | 1                | Relleu           |
| 1980              | Lake Placid ( Estats Units)                          | 1                | Relleu           |
| Campionat Mundial |                                                      |                  |                  |
| Any               | Lloc                                                 | Medalla          | Prova            |
| 1967              | Altenberg ( RDA)                                     | 2                | Relleu           |
| 1969              | Zakopane ( Polònia)                                  | 1                | Individual       |
| 1969              | Zakopane ( Polònia)                                  | 1                | Relleu           |
| 1970              | Östersund ( Suècia)                                  | 1                | Individual       |
| 1970              | Östersund ( Suècia)                                  | 1                | Relleu           |
| 1971              | Hämeenlinna ( Finlàndia)                             | 1                | Relleu           |
| 1971              | Hämeenlinna ( Finlàndia)                             | 2                | Individual       |
| 1973              | Lake Placid ( Estats Units)                          | 1                | Individual       |
| 1973              | Lake Placid ( Estats Units)                          | 1                | Relleu           |
| 1974              | Minsk ( Unió de Repúbliques Socialistes Soviètiques) | 1                | Relleu           |
| 1975              | Anterselva ( Itàlia)                                 | 2                | Relleu           |
| 1976              | Anterselva ( Itàlia)                                 | 1                | Velocitat        |
| 1977              | Lillehammer ( Noruega)                               | 1                | Velocitat        |
| 1977              | Lillehammer ( Noruega)                               | 1                | Relleu           |
| 1977              | Lillehammer ( Noruega)                               | 3                | Individual       |
| 1979              | Ruhpolding ( RFA)                                    | 2                | Individual       |
| 1979              | Ruhpolding ( RFA)                                    | 3                | Relleu           |